# Annemarii Bendi
Annemarii Bendi (* 29. März 2001) ist eine estnische Nordische Kombiniererin und Skispringerin.

## Werdegang
Annemarii Bendi startet für den Andsumae Skiclub. International nahm sie im Skispringen bisher lediglich an verschiedenen Junioren- und Continental-Cup-Wettbewerben teil.
Bei den Estnischen Meisterschaften 2015 in Otepää gewann sie im Alter von erst 14 Jahren im Damen-Einzel die Goldmedaille. Auch die Meisterschaften 2018 entschied sie für sich.
Ihre Bestweite beim Skispringen beträgt 97 m, aufgestellt am 25. Januar 2019 auf der Tehvandi-Schanze.

## Statistik

### Nordische Kombination

#### Grand-Prix-Platzierungen
| Saison | Platz | Punkte |
| ------ | ----- | ------ |
| 2018   | 06.   | 77     |

#### Continental-Cup-Platzierungen
| Saison  | Platz | Punkte |
| ------- | ----- | ------ |
| 2018/19 | 19.   | 99     |

### Skispringen

#### Continental-Cup-Platzierungen (Sommer)
| Saison | Platz | Punkte |
| ------ | ----- | ------ |
| 2021   | 063.  | 05     |

#### FIS Cup
| Saison  | Platz | Punkte |
| ------- | ----- | ------ |
| 2016/17 | 077.  | 21     |
| 2017/18 | 088.  | 22     |
| 2017/19 | 075.  | 20     |
| 2021/22 | 117.  | 10     |